# Kamo (Revolutionär)

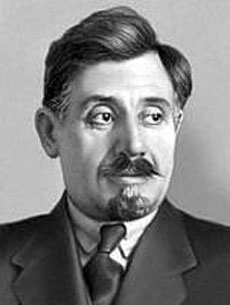
Kamo 1922

Kamo, eigentlich Semjon (Simon) Arschakowitsch Ter-Petrosjan (auch häufig als Petrossian oder Petrosian transliteriert) (* 6. Mai 1882 in Gori, Russisches Kaiserreich; † 14. Juli 1922 in Tiflis) war ein  georgischer Revolutionär (Bolschewik) und Politiker armenischer Abstammung.

## Leben und Wirken

### Frühe Jahre (1882–1906)
Kamo wurde als Sohn des reichen Unternehmers Arschak Ter-Petrosjan und seiner Frau Maria in der georgischen Stadt Gori geboren. Nachdem er 1898 der Schule verwiesen wurde, schickten seine Eltern ihn zur Fortsetzung seiner Ausbildung nach Tiflis. Dort lernte er den jungen Josef Dschugaschwili, später Josef Stalin, kennen, der ihn für die Lehren des Marxismus begeisterte und für die Sache der revolutionären russischen Sozialdemokratie gewinnen konnte, der er sich 1902 anschloss.
Ter-Petrosian erhielt von Stalin den Spitznamen Kamo, als er beim Erlernen der russischen Sprache das Wort komu bzw. кому für „wem“ immer wieder falsch als kamo aussprach. Später wurde dies sein Code- und Rufname.
Kamos erste revolutionäre Aktion war das Herabwerfen von sozialistischen Pamphleten in den Orchestergraben des Armenischen Opernhauses in Tiflis im Februar 1903. Er war einer der Gründer einer großen illegalen Buchdruckerei der Sozialdemokraten in Tiflis und war einer der Organisatoren des Ersten Kongresses der kaukasischen sozialdemokratischen Organisationen. Im November desselben Jahres wurde er erstmals wegen Mitführung von revolutionärem Schrifttum verhaftet. Nachdem er vier Monate in Einzelhaft in der Stadt Batumi verbracht hatte, gelang es ihm – nach der Rückkehr in den regulären Strafvollzug – sich selbst mit Malaria zu infizieren und einen Aufenthalt in der Krankenstation des Gefängnisses im September 1904 zur Flucht zu nutzen.
An der russischen Revolution von 1905 nahm der dreiundzwanzigjährige Kamo aktiv teil, wobei er fünf Mal verletzt wurde. Den Führer der Bolschewiki, Lenin, lernte er im März 1906 in Sankt Petersburg kennen, dem er eine große Summe des in der Bank der Stadt Kutaissi geraubten Geldes „für die Bedürfnisse der Revolution“ übergeben hatte. In Petersburg wurde er zum Mitglied eines illegalen Labors zur Bombenherstellung. Dort erworbene Kenntnisse brachte er zurück nach Georgien, wo er mehrere kleine Labors geleitet hatte. Kamo wurde zu einem der Experten auf dem Gebiet der Waffen- und Sprengstoffherstellung. Mitte des Jahres 1906 reiste er zusammen mit Maxim Litwinow ins Ausland, um ihn bei Erwerb einer großen Ladung Waffen beratend zu unterstützen. In diesen Jahren wurde Kamo zu einem engen Gefolgsmann des jungen Stalin, in dessen Auftrag er zahlreiche Überfälle, Brandstiftungen und Morde beging. Dabei zeichnete sich Kamo – dem viele Zeugen und Autoren Psychopathentum und Geisteskrankheit unterstellen – vor allem durch seine Brutalität und Skrupellosigkeit aus. So vermerkt der Stalin-Biograf Montefiore, dass Kamo dem jungen Stalin gegenüber den Wunsch geäußert habe, „Hälse für ihn aufzuschlitzen“, und betont an der gleichen Stelle die „Freude“, die der Brigant an seiner Tätigkeit gehabt habe. Als Beleg hierfür führt er unter anderem an, wie Kamo einem Mann bei lebendigem Leib das Herz herausgeschnitten habe.

### Der arrivierte Bandit und Revolutionär (1907–1917)
1907 wurde Kamo von einer selbstgebauten Bombe schwer verletzt, so dass sein linkes Auge fortan halbblind war und er auf auffällige Weise schielte. Am 13. Juni desselben Jahres führte Kamo den von Josef Stalin geplanten Überfall auf die Bank von Tiflis an, bei dem er 250.000 Rubel für die bolschewistische Sache erbeutete. Nachdem Kamo die Beute an Lenin übergeben und mit diesem den Monat Juli in einer Datscha in Kuokkala im zu Russland gehörenden Großfürstentum Finnland verbracht hatte, floh er nach Deutschland, wo er im November 1907 – von einem Agent Provocateur namens Schitomirski enttarnt – in Berlin, Elsässerstraße 2,  mit einem Koffer voller Dynamit als „anarchistischer Terrorist“ verhaftet wurde. Nachdem er auf Anraten eines von Krassin beauftragten Rechtsanwaltes sechs Monate lang eine Geisteskrankheit vorgetäuscht hatte, um der Auslieferung an Russland zu entgehen, wurde er im Mai 1908 in eine Psychiatrie eingewiesen. Nach einem Jahr des Aufenthalts in der Psychiatrie wurde er für „unheilbar psychisch krank“ erklärt, was zur Unmöglichkeit einer strafrechtlichen Verurteilung führte, und zurück nach Berlin gebracht. Im November 1909 erfolgte schließlich die Überführung nach Russland, wo man ihn zunächst in Tiflis inhaftierte und später in eine Nervenheilanstalt überstellte. Von dort konnte er im August 1911 unmittelbar danach fliehen, als man ihm seine Ketten abgenommen hatte, mit denen er immobilisiert war. Der Verfolgung durch die Polizei entzog er sich dabei, indem er sich in der Hauptverwaltungsstelle der örtlichen Polizei verbarg.
Danach floh Kamo zunächst nach Konstantinopel, später nach Paris, wo er erneut mit Lenin zusammentraf. Nach einer Operation in Belgien, bei der einem Brief von Lenins Ehefrau Nadeschda Krupskaja zufolge Kamos Schielen, das ihn für Fahnder leicht erkennbar machte, behoben wurde, kehrte er Ende 1912 nach Tiflis zurück.
Nach einem weiteren Überfall im Januar 1913 wurde er erneut verhaftet und im März zum Tode verurteilt, anlässlich des dreihundertjährigen Bestehens der Romanow-Dynastie jedoch zu zwanzig Jahren Zwangsarbeit begnadigt, die er ab 1915 in Charkow verbrachte, wo er sich als Näher betätigte. Essad Bey führt hierzu in seiner Stalin-Biographie (1931) aus, dass selbst der Staatsanwalt es für unzulässig hielt, einen Mann wie Kamo, der in seiner dumpfen und tierischen Einfalt seine Mordtaten nicht begriff, hinrichten zu lassen; er legte ein Gnadengesuch für Kamo ein, das vom Gericht befolgt wurde.
Insbesondere aufgrund dieses Abschnitts seines Lebens wurde Kamo vor allem in Russland und im Deutschland der ersten Hälfte des 20. Jahrhunderts zu einer „legendären Figur“, deren – tatsächliche und erfundene – Abenteuer auf reges Interesse stießen. Bestärkt wurde jener Eindruck durch die pittoresken Züge von Kamos kriminellen Aktivitäten, wie sein außerordentliches Verkleidungstalent, sein Talent als Gefängnisausbrecher („der Houdini der Ausbrecher“) und seine zahlreichen waghalsigen Husarenstücke, wie der cowboyhafte Sprung auf den Kutschbock eines schnellfahrenden Geldtransporters beim Überfall auf die Bank von Tiflis 1907.

### Späte Jahre (1917–1922)
Unmittelbar nach der Februarrevolution von 1917 kam Kamo im März dieses Jahres aus der Haft frei, um sich abermals den Bolschewiki anzuschließen. Nach der Teilnahme an der Oktoberrevolution arbeitete Kamo ab 1918 mit der Tscheka und der Roten Armee zusammen. Als Emissär überbrachte Kamo im Dezember 1917 mehrere Briefe zwischen Lenin und Stepan Schahumjan.
Nach Schahumjans Ernennung zum außerordentlichen Kommissar kehrte Kamo nach Tiflis zurück. 1919 fuhr er per Boot nach Astrachan, wo er eine Partisanengruppe aufbaute, die im Umkreis von Kursk und Orjol operierte. Im Januar 1920 wurde er von den Menschewiki in Tiflis gefangen genommen und kurzzeitig inhaftiert. Im März 1920 ging er nach Baku, um die Sowjetisierung der Stadt vorzubereiten. Im Mai kam er nach Moskau, wo er im Außenhandelsministerium arbeitete. Erneut nach Tiflis zurückgekehrt, arbeitete er als Leiter der Transkaukasischen Zollbehörde im Finanzkommissariat. Von 1959 bis 1996 trug die davor als Nor-Bajaset bekannte Stadt in Armenien (heute Gawar) seinen Namen.
Kamo starb im Juli 1922 bei einem Motorradunfall in Tiflis, wobei häufig der Verdacht geäußert wird, dass dieser von Stalin „arrangiert“ worden ist. Essad Bey führt hierzu in seiner Stalin-Biographie auf Seite 135 aus, dass Kamo eines Tages siegesbewusst die Werystraße in Tiflis entlang ging und von einem Lastwagen tödlich überfahren wurde. Der LKW-Fahrer sei noch am gleichen Tag auf Befehl Stalins von der örtlichen Tscheka erschossen worden.
Kamo, den Lenin wohlwollend als seinen „kaukasischen Banditen“ und Stalin in seinen späten Jahren nostalgisch als eine „wahrlich phantastische Person“ bezeichneten, hinterließ selbstverfasste Memoiren, die – verwahrt in russischen Archiven – bislang unveröffentlicht geblieben sind, jedoch gelegentlich von Historikern benutzt werden.

### Archivalien
- GF IML 8.5.384.3—10. (Autobiographische Aufzeichnungen)
- GF IML 8.5.380.5—6. (Persönliche Akte und Fragebögen)

### Monographien und Aufsätze
- Thomas Parschik: Kamo, Bankräuber der Revolution in Das Blättchen, 20. Jg., Nr. 7 vom 27. März 2017
- I.M. Dubinsky-Mukhadze: Kamo.Moskau, 1974.
- Anna Geifman (Hrsg.): Russia und the Last Tsar. (S. 1–14).
- Anna Geifman: Thou Shalt Kill.
- Maxim Gorki: Kamo. In: Maxim Gorki: Literarische Porträts. 3. Aufl. Aufbau-Verlag, Berlin und Weimar 1979, S. 404–415
- R. Imnaishvili: Kamo.
- David Shub: Kamo – The Legendary Old Bolshevik of the Caucasus. In: Russian Review, Bd. 19 (3), 1960, S. 227–247.
- Simon Sebag-Montefiore: Young Stalin. Deutsch: Der junge Stalin. S. Fischer, Frankfurt am Main 2007, ISBN 978-3-10-050608-5.
- David Shub: Lenin. 1957, Seite 118–124.
- Essad Bey: Stalin. Berlin 1931. Seite 132–135.